# Dawn of Victory
 (avril 2023).
Si vous disposez d'ouvrages ou d'articles de référence ou si vous connaissez des sites web de qualité traitant du thème abordé ici, merci de compléter l'article en donnant les références utiles à sa vérifiabilité et en les liant à la section « Notes et références ».
Albums de Rhapsody
Symphony of Enchanted Lands
(1998) Rain Of A Thousand Flames
(2001)
Dawn Of Victory est le troisième album de Rhapsody, sorti en 2000. C'est la 3e partie de la Saga de l'Epée d'Emeraude.

## Titres
1. Lux Triumphans (2:00)
2. Dawn Of Victory (4:47)
3. Triumph For My Magic Steel (5:46)
4. The Village Of Dwarves (3:52)
5. Dargor, Shadowlord Of The Black Mountain (4:48)
6. The Bloody Rage Of The Titans (6:23)
7. Holy Thunderforce (4:21)
8. Trolls In The Dark (2:32)
9. The Last Winged Unicorn (5:43)
10. The Mighty Ride Of The Firelord (9:16)

## Thème des paroles
Dawn of Victory (l'aube de la victoire) constitue la suite de la Saga de l'Epée d'Emeraude et marque un tournant des tragédies. L'Epée d’Emeraude est aux mains du Guerrier de Glace et avec cette arme légendaire, il libéra Ancelot du siège mené par le personnage nouvellement présenté : Dargor. Celui-ci se retira d'Ancelot et retourna à Hargor. Pendant ce temps, le guerrier entendit d'Arwald qu'Airin et les autres prisonniers étaient toujours en vie. Tandis qu'ils réfléchissaient à un moyen de les sauver, ils reçurent un message d'Akron déclarant qu'ils devaient lui donner l'Epée d’Emeraude, ou il tuerait tous les prisonniers un par un. Le Guerrier de Glace et Arwald n'eurent d’autre choix que d’accepter et de rencontrer Akron à Hargor. Akron, étant un véritable Seigneur Noir, n'a pas dit la vérité, et quand le guerrier et Arwald arrivèrent à Hargor, les chevaliers étaient déjà exécutés, et les forces d'Akron capturèrent le guerrier et Arwald. Airin n'avait toutefois pas été tuée. Mais pas pour longtemps, car Akron avait de terribles plans pour les trois héros. Airin se fit brutalement violer par des démons devant Akron, Arwald et le Guerrier de Glace, alors que Dargor essayait de convaincre Akron que ce n'était pas une manière appropriée d'agir. Ca n'a pas aidé. Airin, dans son dernier souffle, fut jetée dans un puits contenant un acide terrible. Arwald endura le même destin, après avoir été torturé, et Dargor ne put supporter ce spectacle et partit. Arwald, cependant, dans un dernier élan de lucidité, jeta de l’acide dans la direction du Guerrier de Glace, et par miracle ses chaînes ont fondu. Le guerrier s'est échappé en se jetant dans un fleuve souterrain, nommé Aigor, qui l'a porté en sûreté. Les démons ne purent le trouver, et il est retourné dans la ville sainte d'Algalord pour rapporter cette tragédie. Akron possédait maintenant l'Epée d’Emeraude, et ceci allait apporter beaucoup de malheurs…

## Éditions spéciales
Est sortie une édition limitée (20 000 exemplaires, 5 000 pour la France). C'est un digibook contenant, en plus de DoV, un petit livret avec pleins d'infos, et un CD-Rom contenant trois clips et quatre titres inédits ou modifiés, un historique du groupe, des interviews (lisibles dans la partie groupe), les trois chroniques d'Algalord, une galerie…